# Novocserkasszki tömeggyilkosság
A novocserkasszki tragédia vagy novocserkasszki mészárlás (oroszul: Новочерка́сский расстре́л vagy Новочеркасская трагедия) során 1962. június 2-án a Szovjetunióban Novocserkasszk városban a Szovjet Hadsereg – együttműködve  a belügy kijelölt alakulataival – rátámadt saját népére, és több, az áremelkedések és a nehéz munkakörülmények miatt tüntetőt lemészároltak vagy megsebesítettek. A megtorlás részeként az elégedetlenkedők közül többet letartóztattak, majd deportáltak, és hét főt halálbüntetéssel sújtottak. A vérengzést a nyilvánosság elől sokáig eltitkolta a szovjet vezetés, de a Szovjetunió felbomlása után az Oroszországi Föderáció Legfőbb Katonai Ügyészsége büntetőjogi eljárást indított a vérengzést elrendelők ellen.

## Előzmények
Az 1960-as évek elején gazdasági nehézségek jelentkeztek a Szovjetunióban. A válság azt eredményezte, hogy 1962 tavaszán és nyár elején kenyérhiány alakult ki, mely megoldása érdekében Hruscsov első titkár úgy döntött, hogy külföldi gabonát vásárol az esetleges éhínség elkerülése érdekében.
Novocserkasszk a Rosztovi területen található, mely a Szovjetunió fejlett ipari és gazdasági részéhez tartozott. A városban az országot érintő válságos helyzet eredményeként érezhetően csökkent az emberek életszínvonala. A rádióban bemondták azt is, hogy 30%-kal emelkedett a hús és a vaj ára. A hír hallatán mindenki háborogni kezdett és a Novocserkasszki Villamosmozdonygyárban sztrájkolni kezdtek az ólomöntők. A gyárban kialakult elégedetlenség eredményeként sorban további műhelyek munkabeszüntetést hirdettek és csatlakoztak a sztrájkolókhoz. Reggel tíz órakor már magát a párt első titkárát Hruscsovot is értesítették hiszen nyilvánvalóvá vált, hogy a munkások követelik, hogy a központi pártapparátus vonja vissza a kihirdetett áremeléseket.

## A lázadás
Az első titkár teljesen felháborodott a hírek hallatán, hiszen várható volt, hogy a nyugati sajtó felkapja azt és felhasználja arra, hogy bizonyítsa lám, lám a szocializmusban is vannak tüntetések. Átvillant előtte, meglehet hiába állította minden korábbi fórumon, hogy a munkásság a legöntudatosabb része a szovjet társadalomnak, akik minden esetben támogatják a politikai vezetés döntéseit. Nagyon úgy látszott a történtek kapcsán, hogy ez most nem így van. Felhívta hát Malinovszkij marsallt, az akkori honvédelmi minisztert, aki biztosította arról, hogy a hadsereg bevethető állapotban várja a parancsot. A környéken állomásozó 18. Páncélos Hadosztályt ennek megfelelően harckészültségbe helyezték és elindították a város felé egységeit.
Nem elégedett meg ennyivel, hiszen magához hívatta Andrej Kirilenkót a Központi Bizottság elnökségi tagját, Alekszandr Selepint KB titkárt és politikai megbízottként a helyszínre küldte őket. Selepin korábban az Államvédelmi Bizottságnál dolgozott így nem véletlen rá esett a választás. Ekkorra már 4000 munkás tüntetett és a tömeg ’’Húst, vajat és béremelést’’ követelt. Egyes tüntetők a Rosztov felé Moszkvába menő személyvonatok útját eltorlaszolták, azért hogy bizonyosan a központi hatalom tudomására jusson követelésük. Felhevült fiatalok itt rongálásba is kezdtek és több vonat ablakát betörték és kirabolták az étkező kocsit, ahonnan így néhány láda vodkát is vételeztek.
A sztrájkoló munkásoknak nem voltak választott vezetőik, de néhányuk a gázelosztó állomásra sietett és elzárta a gázszolgáltatástól a várost, valamint más üzemeket is. Emiatt rövid időre leállt a termelés több környékbeli üzemben. A helyi rendőri erők ekkor már beavatkoztak, megpróbálták feloszlatni a tiltakozást és visszaállították a gázszolgáltatást is. Június 1-jén délben Hruscsov egy úttörőpalota megnyitóján vett részt, ahol hemzsegtek már a sajtó képviselői és fürkésző szemek vizslatták minden mozdulatát. A folyamatosan érkező titkos jelentésekben ekkor 6000 tüntetőt említettek. A jelentésekre válaszul további politikai vezetőket küldött a térségbe azzal a megbízással, hogy a lehető leggyorsabban számolják fel a tiltakozást. A két további magas beosztású vezető Anasztaz Mikojan és Frol Kozlov volt. Kozlov szembesült azzal, hogy a munkások lecsillapítására küldött megbízottjaikat kőzáporral fogadták és a gyár vezetésének irodáiban találtak menedéket a munkások haragja elől. Estére enyhült csak a kialakult feszült légkör, hiszen a munkások hazamentek családjaikhoz.
Eközben a hadsereg mozgósított egységei elérték a város körül kijelölt összpontosítási körzeteiket és várták a további parancsot. A KGB is dolgozott közben, hiszen azt az értesülést szerezték meg, hogy reggel a munkások a város vezetésével akarnak tárgyalni ezért tömegesen a városi pártbizottság elé fognak menni. Ekkor elrendelték, hogy a pártbizottság előtt lévő központi térre néző házak tetőterét és felső emeleteit különleges katonai egységek szállják meg és várjanak ott további rádió üzenetre. Kiadták nekik parancsba, hogy csak a "célpontra tüzet nyiss" vezényszó elhangzása után használhatják fegyvereiket. A páncélosok sem tétlenkedtek és körbevették a lázadás központjának számító város szélén lévő gyárat. A járőrfeladatban lévő harcjárművek ellenállás esetére tűzparancsot kaptak. Itt történt az első incidens, hiszen két fiatal munkást megállásra szólítottak fel, de ők ekkor futni kezdtek. Az üldözésük során lövések dördültek el és a 24 éves Viktor Szolovjov kórházba szállítása közben belehalt az őt ért sérülésekbe.

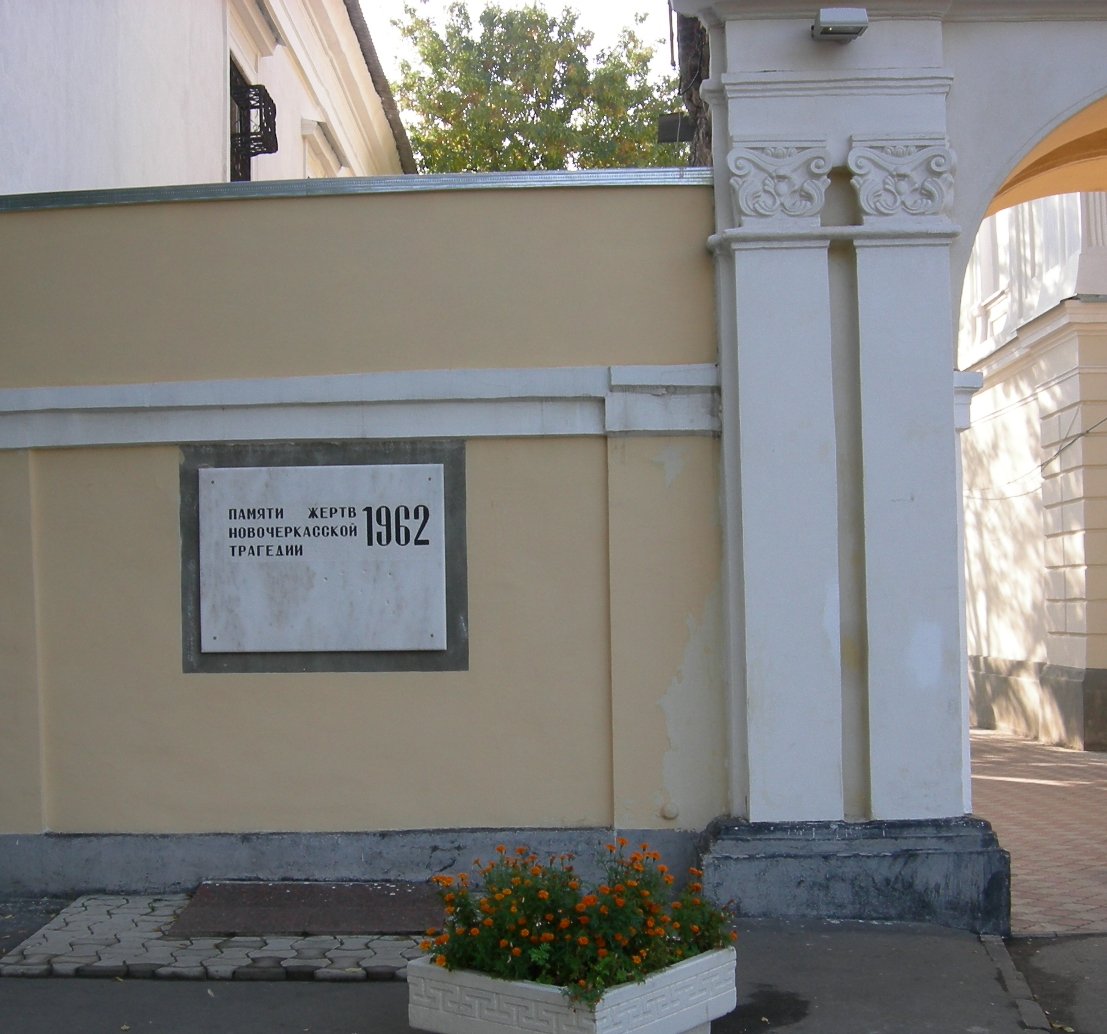
Emléktábla, mely hét kivégzett áldozatnak állít emléket.

Péntek este tizenegy órára a különleges erők kiszabadították a gyárban rekedt területi bizottsági megbízottakat. Az éjszakát betöltötte a mindenfelől dübörgő páncélosok hangja, ezért mindenki tisztában lehetett azzal, hogy az ország politikai vezetése nem hagyja retorzió nélkül az elmúlt nap eseményeit. Másnap, 1962. június 2-án szombat reggelre Hruscsov hermetikusan lezáratta a város környékét. Öt zavarólokátort helyeztek üzembe, azért, hogy amatőr rádióadást se lehessen adni az ott történtekről. Kozlov eközben kidolgozta a forgatókönyvet, hogy a lázadásban részt vevő felbujtókat Kujbisev környékére száműzi. Az akció végrehajtásához meg is érkezett húsz rabomobil, tizennyolc fogolyszállító vasúti szerelvény és huszonöt pullmankocsi. Június 2-ára szükségállapotot hirdettek. Reggel Hruscsov beszédet mondott a szovjet-kubai ifjúság ünnepélyes találkozója alkalmából. Idézet akkori beszédéből:
Az ellenség legyőzetett, de jelen van a nép körében. Itt fegyveres harc helyett, leplezett harc zajlik. Ez összetettebb harc…. Az ellenség már puskával a kezében áll, az is lehet, hogy ugyanolyan munkászubbonyt visel, mint bárki más…
Hruscsov beszédét közvetítette az országos rádió. A beszéd után felhívta Kozlovot és megkérdezte tőle, hogyan tetszett neki, de választ nem várt, hiszen utasította: "Ebben a szellemben cselekedjen!". Eközben a munkások reggel szokás szerint a gyárba indultak. Sokan közülük ünneplőt öltöttek és nem vették fel a munkát. Mikor együtt voltak, szabályos menetoszlopot alkotva házi készítésű transzparenseket és vörös zászlókat lengetve, énekelve elindultak a város központja felé. Az első úttorlaszt a vonulók előtt egy, a Tuzlov folyón átívelő hídon lévő harckocsizár jelentette. A menet néhány percre torpant csak meg, mert néhány munkás felugrott a tankokra és lefogták a fegyverüket nem használó páncélos katonákat. A tömeg így felbátorodva, örömittasan tovább menetelt. Kozlov tombolt dühében, mikor értesült erről. Pedig jelezték neki, hogy a tömegben gyerekek is vannak és békésen vonulnak, így nem adtak eddig okot a fegyveres beavatkozásra.
Reggel 10 óra 30 perc körül megérkeztek a térre a munkások. A teret katonákból álló kordon zárta le és ott szembesültek azzal, hogy velük tárgyalni senki sem akar. A városi pártbizottság épülete teljesen üres volt, így oda ellenállás nélkül behatoltak a munkások. Az egyik üres irodában találtak egy rúd kolbászt és egy üveg vodkát, melyet a nélkülöző munkásoknak megtalálója megmutatta az erkélyről. A tömeg hangos nemtetszését nyilvánította ki emiatt. Az erkélyen ekkor egy újabb felszólaló, akit előző este rövid időre őrizetbe vettek, kiabálni kezdett. Ő azt állította, hogy a rendőrségen több, előző este elfogott munkást tartanak fogva és verik őket. A tömeg erre megindult a rendőrség felé és 11.45-kor ott tornyosultak azért, hogy kiszabadítsák társaikat. A rendőrség zárt ajtaját feltörték és az első szemben álló felfegyverzett rendőrtől megpróbálták megszerezni a fegyverét, de ekkor bentről tűz alá vették a behatolókat. Közülük többen megsérültek és öten halálos sérülést szenvedtek. Kozlov is aktivizálta a hadsereget és kérte, hogy azonnal hívják vissza a tömegből a kiküldött és köztük lévő pártaktivistákat és beépített ügynököket. 13.00-tól ezt meg is kezdték és pár perc alatt elhagyta a tömeget minden pártmegbízott és KGB alkalmazott. A hadsereg ekkor felszólította a téren lévőket, hogy haladéktalanul térjenek vissza otthonaikba, különben fegyvert használnak ellenük. A nyomatékosítás kedvéért a kordon katonái a levegőbe lőttek. A tömeg ezen nevetni kezdett, hiszen nem hitték el, hogy védtelen emberekre lőhetnek a kirendelt erők. 13.10-kor újabb sortűz dördült a levegőbe, de ekkor az eddig a tetőn rejtőzködő orvlövészek távcsöves fegyverei és géppuskái célzottan a tömegbe lőttek. Pár perc alatt 16 halott és kb. 40 sebesült hevert a köveken. Az áldozatok között többen nem is tüntettek csak éppen arra jártak.

## Következmények

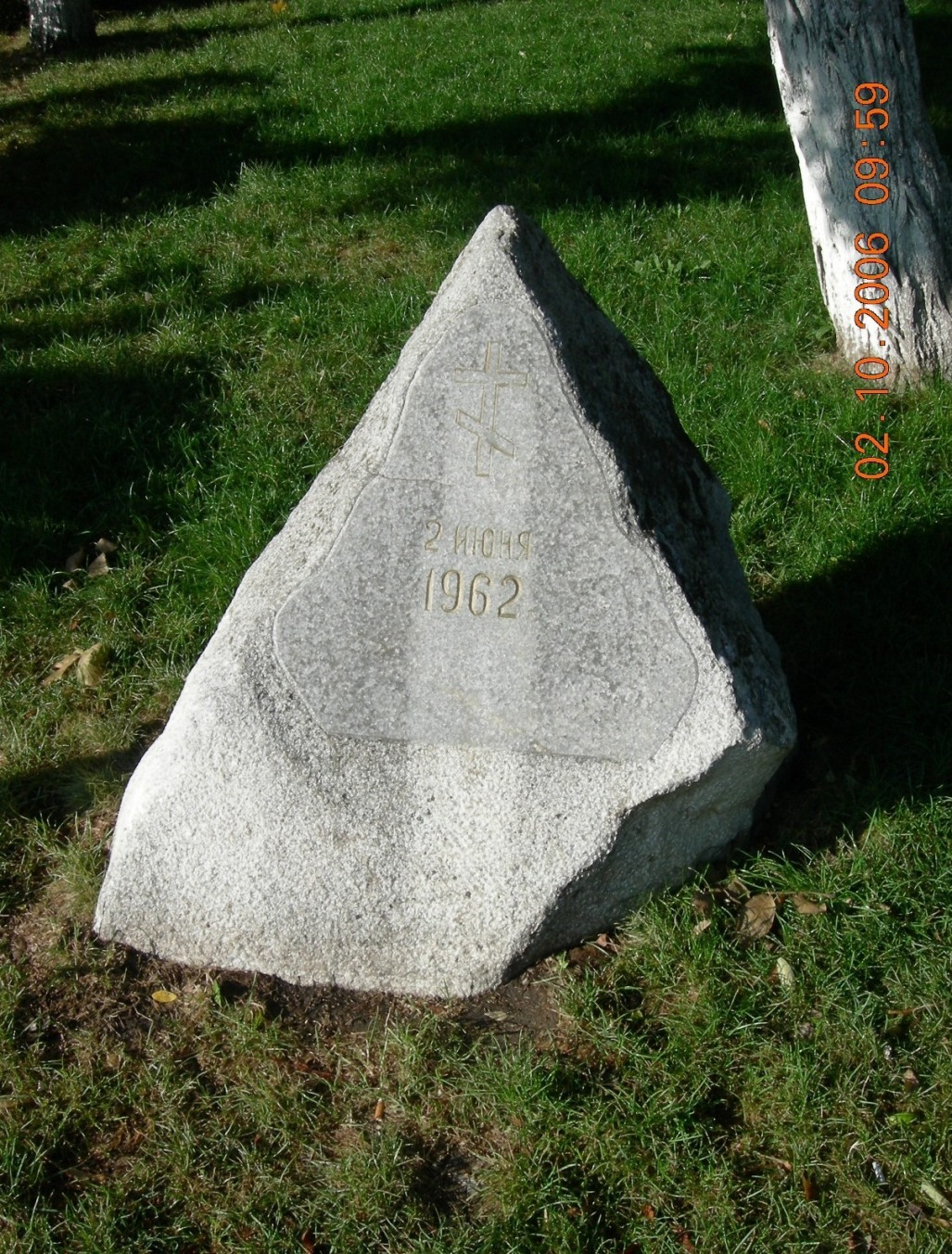
Novocserkasszkban a vérengzés helyszínén állított emlékkő. A felirat a vérengzés dátuma: 1962. június 2

A vérfürdő után megkezdődött a hangadók kézre kerítése. Június másodikáról harmadikára virradó éjszaka százötven foglyot küldtek Rosztovba. Június másodikán éjszakára előhívták a tüntetésekről készített fotókat, és kereszttel bejelölték a letartóztatandó személyeket. Hamarosan összeállt a deportálandók listája, és ezzel összhangban 57 ember letartóztatási parancsát adták ki. A sortüzek során elesettek holttestét titokban elszállították a városból, és egy gödörben, gondosan dokumentálva a történteket, elásták őket. Az akcióban részt vevő rendőrökkel és katonákkal titoktartási nyilatkozatot írattak alá, és a halotti anyakönyvi kivonatokat is csak a történtek után egy évvel, 1963. június 2-án adták ki hivatalosan.
A letartóztatások során 116 embert vettek őrizetbe, javarészt fiatal férfiakat. A bírósági eljárásokat 1962 júliusától kezdték meg, és szünet nélkül az év végéig folytatták. A legsúlyosabb, halálbüntetést hét elítéltre szabtak ki. Az eseményeket egyébként olyan sikeresen eltitkolták a világ közvéleménye elől, hogy az első valós hírek csak negyed századdal az események után láttak napvilágot. A Szovjetunió felbomlása után az Oroszországi Föderáció Legfőbb Katonai Ügyészsége büntetőjogi eljárást indított a vérengzést elrendelők ellen, de ekkor már a két legfőbb felelős Hruscsov és Kozlov nem volt az élők sorában.